# 대만 정교회
대만의 정교회는 중화민국에 위치한 동방 정교회이다. 현재 중화민국에 있는 주요 동방 정교회 조직으로는 콘스탄티노폴리스 총대주교청 소속 대만기독정교회(臺灣基督東正教會)와 러시아 정교회 소속의 대만기독정교회(臺灣基督正教會)가 있다.

## 콘스탄티노폴리스 총대주교좌 대만정교회
2001년 그리스에서 온 이량(李亮) 신부가 대만에 교회를 설립하고 2003년에 법인단체로 등록했다. 콘스탄티노플 세계총대주교는 1997년 홍콩-동남아시아 정교회 수도 대교구(홍콩 성 루가 주교좌성당)를 설립했으며 대만기독정교회도 이 교구의 재치권에 속한다. 현 책임자는 그리스인 이량 신부이다. 성당은 현재 신베이시 신뎬구 계원로 389 12번지 4층에 위치하고 있다.

## 같이 보기
- 홍콩-동남아시아 정교회 수도 대교구